# Каукенас, Римантас
Римантас Каукенас (лит. Rimantas Kaukėnas; род. 11 апреля 1977 года в Вильнюсе, Литовской ССР, СССР) — литовский баскетболист, игравший на позиции атакующего защитника.

## Клубная
Долгое время Каукенас играл в чемпионате Италии, где выступал за команду «Сиена». 5 августа 2012 года подписал контракт с «Жальгирисом».

## Международная
Дебютировал за национальную сборную Литвы на Евробаскете 2001 года. В составе сборной - обладатель бронзовой медали Евробаскета 2007 года. Выступал на Олимпийских играх 2008 и 2012 годов, а также на Евробаскете 2011.

## Достижения
- Чемпион Литвы : 2002
- Чемпион Северо-европейской Лиги : 2002
- Обладатель Суперкубка Италии (2) : 2007, 2008
- Чемпион Италии (5) : 2007, 2008, 2009, 2011, 2012
- Бронзовый призёр Евробаскета : 2007

В 2009 году в команде «Сиена» его номер 13 был изъят из обращения.